# Dvoletnica
Dvólétnica (tudi diciklična rastlina ali biennes) je rastlina, ki običajno v zmernem podnebju potrebuje dve vegetacijski sezoni, da izpolni svoj življenjski cikel. V prvi sezoni rastejo in se razvijejo samo vegetativni organi – listi, ki so nizko pri tleh, kratka stebla in korenine. V hladnejšem delu leta rastlina miruje. V drugi sezoni rastlina, podaljša steblo, pogosto po opravljeni vernalizaciji zacveti, razvije semena, plodove in kasneje odmre. Dvoletnic je manj kot enoletnic.
Dvoletnice nimajo vedno strogega dvoletnega življenjskega cikla in večina divjih rastlin lahko potrebuje 3 ali več let, da spolno dozorijo. Kdaj rastlina vstopi v drugo fazo cvetenja in osemenjenja lahko ugotovimo preko velikosti listov v rozeti. Zaradi vremenskih ekstremov lahko rastlina svoj življenjski cikel konča še veliko prej kot v dveh letih. Slednje je precej pogosto pri jaroviziranih sadikah rastlin. Tovrstno vedenje vodi do obravnavanja dvoletnic kot enoletnic. Nasprotno pa se lahko enoletnica, ki raste v izjemno ugodnih razmerah, zelo uspešno razmnožuje s semeni, kar ji daje videz dvoletnice ali trajnice. Nekatere kratkotrajne trajnice se lahko morda zdijo dvoletne. Prave dvoletnice cvetijo le enkrat, medtem ko bodo mnoge trajnice cvetele vsako leto.
Nekaj dvoletnic:
- številne križnice: strniščna repa (Brassica rapa spp. rapa), črna redkev (Raphanus sativus var. niger), navadna barbica (Barbarea vulgaris)
- številne kobulnice: korenje (Daucus carota), peteršilj (Petroselinum crispum), navadni rebrinec (Pastinaca sativa)
- pesa (Beta)